# راي سيبيل
راي سيبيل (بالإنجليزية: Ray Sibille)‏ هو فارس أمريكي، ولد في 13 سبتمبر 1952 في سانست في الولايات المتحدة.